# Bhutila Karpoche
Bhutila Karpoche (tibétain : བུ་ཁྲིད་ལ་དཀར་པོ་ཆེས, Wylie : bu khrid la dkar po ches, née en 1983 ou 1984) est une femme politique canadienne , élue à l' Assemblée législative de l'Ontario lors des élections générales ontariennes de 2018. Elle représente la circonscription de Parkdale — High Park en tant que membre du Nouveau Parti démocratique de l'Ontario.
En 2018, elle est la première personne d'origine tibétaine à être élue à des fonctions publiques en Amérique du Nord,.

## Biographie

### Jeunesse et éducation
Karpoche est née au Népal et est la deuxième de quatre enfants. Son nom a été choisi par le 14e dalaï lama, qu'elle a rencontré plus tard à l'âge de 16 ans, et signifie « Mère de 10 000 enfants ». Tous ses parents et grands-parents étaient des réfugiés tibétains qui ont fui le Tibet avec le dalaï lama après le soulèvement tibétain de 1959 et se sont installés au Népal. Dans une interview, Karpoche a déclaré qu'elle était née apatride malgré sa naissance au Népal et qu'elle n'avait aucune possibilité de légaliser son statut là-bas, car le gouvernement népalais exclut systématiquement les Tibétains en tant que réfugiés pour des raisons politiques.
En 2002, Karpoche, alors âgée de 18 ans, a quitté le Népal avec toute sa famille en toute hâte au milieu de l'escalade de la guerre civile népalaise, qui a vu des combats à grande échelle entre les forces népalaises et le Parti communiste du Népal dans les zones rurales. Sa famille est d'abord entrée aux États-Unis, séjournant brièvement à New York, avant d'arriver au Canada un jour avant la fête du Canada en passant par Fort Erie, en Ontario. Ils ont rejoint leurs proches et se sont installés dans le quartier de Parkdale à Toronto, où se trouve Little Tibet,,. Elle est devenue citoyenne canadienne en 2008, mettant ainsi fin à son apatridie.
Karpoche a commencé ses études universitaires en janvier 2003. Elle a fréquenté l'université de la Colombie-Britannique pour ses études de premier cycle, obtenant un baccalauréat en sciences. Elle est également titulaire d'une maîtrise en santé publique en épidémiologie de la Dalla Lana School of Public Health de l'université de Toronto et a été candidate au doctorat en politique de santé publique à l'université métropolitaine de Toronto, bien qu'elle ait déclaré en 2019 qu'elle l'avait « mis en attente ».
La langue maternelle de Karpoche est le tibétain et elle a appris l'anglais alors qu'elle vivait au Népal. De plus, elle parle également le népalais et a pris des cours d'espagnol et de français.

### Carrière politique
Avant l'élection de 2018, Karpoche a travaillé pour Cheri DiNovo, son prédécesseur en tant que député de Parkdale-High Park, d'abord dans le bureau de circonscription de DiNovo et plus récemment en tant qu'adjointe exécutive à Queens Park. Elle a également siégé au conseil d'administration de l'Association canadienne tibétaine de l'Ontario et au comité directeur du Réseau international pour le Tibet.
En sa qualité de députée provinciale, Karpoche est adjointe de l'opposition et porte-parole en matière de santé mentale et de toxicomanie du Nouveau Parti démocratique de l'Ontario.
Durant son mandat, elle obtient que le mois de juillet soit déclaré mois pour célébrer l’héritage culturel tibétain, ce qui est devenu loi en Ontario en septembre 2020.
Le 7 juin 2022, Bhutila Karpoche est réélue député provincial représentant de Parkdale-High Park à Toronto.
Elle se présente à nouveau pour le Parti démocratique aux Élections fédérales canadiennes de 2025 pour Parkdale-High Park mais elle n'est pas élue, n'obtenant que 14 665 voix (23,05 % des suffrages), alors que par le candidat du Parti libéral Karim Bardeesy (en), qui obtient 35 333 voix (55,54 %) est élu, et que le candidat du Parti conservateur Wladyslaw Lizon termine troisième avec 12 452 voix (19,57 %).